# Anatoli Stessel

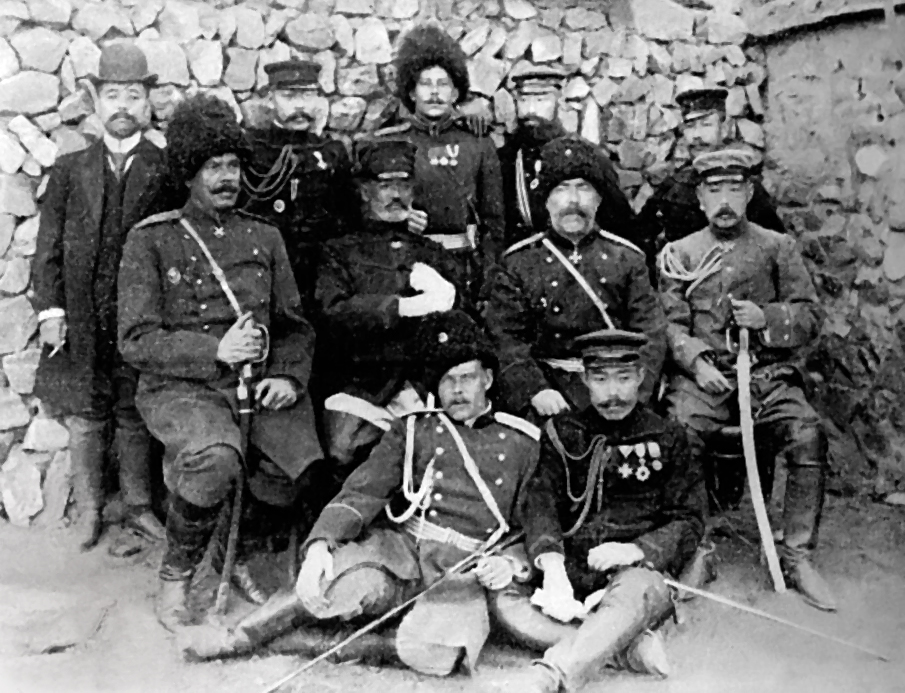
Nogi (midden links), Stessel (midden rechts).

Anatoli Michailovitsj Stessel (Russisch: Анато́лий Миха́йлович Сте́ссель, Duits: Stössel, Engels: Stoessel) (Sint-Petersburg, 10 juli (O.S. 28 juni) 1848 – Chmilnyk (Oblast Vinnytsja), 18 januari (O.S. 5 januari) 1915) was een Russisch generaal die vocht in de Russisch-Japanse Oorlog.

## Beginjaren
Anatoli Stessel was de zoon van luitenant-generaal baron Vinogradov Stessel. In 1866 studeerde hij af aan de Pavel Militaire School. Stessel vocht in de Russisch-Turkse Oorlog van 1877 tot 1878. Hij voerde in 1897 het bevel over het 16e Ladoga Infanterieregiment en van 1897 tot 1899 het 44e Kamtsjatka Infanterieregiment. Hij kreeg van 1899 tot 1903 het bevel over de 3e Oost-Siberische brigade en sloeg er de Bokseropstand mee neer, waarvoor hij de Orde van Sint George ontving. 

## Russisch-Japanse Oorlog
Vanaf 12 augustus 1903 voerde Stessel het bevel over de 50.000 man van het garnizoen van Port Arthur te Mantsjoerije. 
Bij de start van de Russisch-Japanse Oorlog werd Stessel in maart 1904 gouverneur van het militair district Kwantun. Luitenant-generaal Konstantin Smirnov werd zijn opvolger te Port Arthur. Stessel bleef te Port Arthur en interpreteerde het bevel zo, dat Smirnov zijn ondergeschikte werd. Stessel herriep bevelen van Smirnov en weigerde hem versterking en voorraden te sturen. Stessel stuurde telegrammen naar de tsaar, waarin hij Smirnov aansprakelijk stelde voor verliezen. 
Na de dood van generaal Roman Kondratenko op 15 december 1904 te Fort Chikuan benoemde Stessel generaal Aleksander Fok als bevelhebber. Op 18 december 1904 lieten de Japanners 1800 kg explosieven ontploffen onder Fort Chikuan (Japans: 東鶏冠山北堡塁). Op 28 december 1904 vernielde een ontploffing Fort Erhlung. Op 31 december 1904 werd ook Fort Sungshu met succes ondermijnd. Op 1 januari 1905 viel Wantai. Dezelfde dag boden Stessel en Fok de overgave aan generaal Nogi Maresuke. 
Op 2 januari 1905 ondertekenden ze te Shuishiying de overgave.

## Ter dood veroordeeld en gratie
Na krijgsgevangenschap, vrijlating en terugkeer naar Sint-Petersburg werd Stessel voor de krijgsraad gesleept. Die veroordeelde hem op 7 februari 1908 ter dood. De straf werd omgezet naar 10 jaar gevangenis. Op 6 mei 1909 verleende tsaar Nikolaas II van Rusland hem gratie.  

## Onderscheidingen
- Orde van Sint-George
  - 3e klasse op 8 juli 1900
  - 4e klasse op 14 augustus 1904
- Orde van Sint-Vladimir
  - 3e klasse in 1893
  - 4e klasse in 1889
- Orde van Sint-Anna
  - 1e klasse
  - 2e klasse in 1882
  - 3e klasse in 1873
- Orde van Sint-Stanislaus
  - 1e klasse
  - 2e klasse in 1877
  - 3e klasse in 1869
- Orde van de Rijzende Zon, 2e klasse
- Orde van de Rode Adelaar, 2e klasse met Zwaarden
- Pour le Mérite op 1 oktober 1905
- Militaire Orde voor Dapperheid in de Oorlog
- Medaille voor de Campagne in China